# Коварский, Александр Львович
Александр Львович Коварский (род. 2 июля 1944, Москва) — российский физико-химик, доктор химических наук, профессор, Заслуженный деятель науки РФ (2011), академик РАЕН (2002), член Американского химического общества (2010).

## Биография
Родился в 2 июля 1944 г. в Москве в семье научных работников. Отец — Лев Вениаминович Певзнер (1904—1988), специалист в области технологии пластмасс, лауреат Сталинской премии (1943). Мать — Берта Михайловна Коварская (1912—2006), специалист в области старения и стабилизации полимеров, доктор химических наук, профессор, двоюродная сестра физика-ядерщика Л. Н. Коварского.
А. Л. Коварский окончил Московский химико-технологический институт им. Д. И. Менделеева в 1966 г. Научными исследованиями начал активно заниматься в 1964 г. будучи студентом. В 1972 г. защитил кандидатскую диссертацию на тему: «Исследование молекулярной динамики и структуры жидкостей и полимеров методом парамагнитного зонда». В 1989 г. защитил докторскую диссертацию на тему: «Молекулярная динамика и радикальные реакции в полимерах при высоких давлениях». С 1969 по 1995 гг. работал в Институте химической физики Академии наук СССР, возглавляемым Нобелевским лауреатом Н. Н. Семеновым.
С 1995 г. по н. вр. работает в Институте биохимической физики им. Н. М. Эмануэля Российской академии наук в качестве главного научного сотрудника, возглавляет Центр магнитной спектроскопии.
С 1996 по 2010 гг. занимался преподавательской деятельностью в Российском химико-технологическом университете им. Д. И. Менделева в должности профессора.
За свою научную деятельность А. Л. Коварский удостоен Благодарности Президента РАН, награждён Почетной серебряной медалью им. В. И. Вернадского РАЕН.

## Научная деятельность
Основные направления исследований: физикохимия высокомолекулярных соединений, электронный магнитный резонанс в макромолекулярных и наноразмерных системах.

### Главные научные достижения
- Одним из первых в мировой практике (1966 г.) применил парамагнитные частицы — стабильные нитроксильные радикалы — в качестве молекулярных датчиков структурно-динамической информации при исследовании высокомолекулярных соединений и вязких сред. Полученные данные легли в основу нового эффективного метода известного как «метод спиновых зондов». Используя этот метод, изучил закономерности изменения свойств полимерных материалов, сопровождающие процессы деструкции макромолекул, структурирования, кристаллизации, пластификации, механической деформации [1-2].
- На основе полученных А. Л. Коварским данных по сегментальной подвижности макромолекул, динамики низкомолекулярных частиц, а также скоростей радикальных реакций в полимерах при высоких гидростатических давлениях обосновал молекулярно-динамическую концепцию реакционной способности полимеров, изложенную в книгах, изданных в России, США, Голландии, Англии, Японии [3-6].
- Установил природу релаксационных процессов в полимерных стеклах (т. н. α- и β-процессы), используя электрофизические методы в сочетании с объемным сжатием образца [3-7].
- Используя оригинальную методику локализации парамагнитных частиц на поверхности неорганических наполнителей изучил методом электронного парамагнитного резонанса микрореологические свойства межфазных слоев в полимерных композитах [8].
- Совместно с группой коллег разработал экспериментальные подходы к исследованию агрегирования магнитных наночастиц в жидкой и твердой дисперсионных средах, а также адсорбции природных и синтетических макромолекул на магнитных наночастицах с помощью пара- и ферро- магнитного резонанса. Разработанные методики дают важную информацию при создании покрытий на магнитных наночастицах, использующихся в медицине и материаловедении [9].

А. Л. Коварский является автором 5 книг, 28 глав в книгах и обзоров, 5 учебных пособий, 150 публикаций в отечественных и зарубежных научных изданиях, 3 патентов. Его перу принадлежит также научно-популярная книга «Герои Ветхого завета» Изд-во Н. Бочкаревой, Калуга, 2000; «Когелет», Москва, 2001.

### Основные публикации А. Л. Коварского
1. А. М. Вассерман, А. Л. Коварский «Спиновые метки и зонды в физикохимии полимеров», Наука, Москва. 1986.
2. A.L. Kovarski «Spin probes and Labels. A Quarter of a Century of Application to Polymer Studies». Polymer Yearbook, Chur, NewYork, 1996, V.13, PP.113-139.
3. A.L. Kovarski. «Molecular Dynamics of Additives in Polymers». VSP, Utrecht, Netherlands, 1997.
4. A.L. Kovarski, «Molecular Dynamics of Polymers under High Pressure» in «High Pressure Chemistry and Physics of Polymers», Ed. by A.L. Kovarski, CRC-Press, Boca Raton, USA, 1994, P.117.
5. V.K. Milinchuk, A.L. Kovarski, «Radiation Chemistry of Polymers under High Pressure» in High Pressure Chemistry and Physics of Polymers, Ed. by A.L.Kovarski, CRC-Press, Boca Raton, USA, 1994, P.153,.
6. A.L. Kovarski. «Molecular-Dynamic Concept of the Reactivity of Polymers and Solids in the light of PVT — Effects», Polymer Yearbook. Chur, NewYork, 1992, No 9, PP.107-138.
7. A.L. Kovarski. «Thermally Stimulated Depolarization Technique for Studying Polymer Relaxations» in Encyclopedia of Engineering Materials, Part A: Polymer Science and Technology, Ed. N.P.Cheremisinoff, Marcel Dekker, New York, 1988, V.1, P.643.
8. A.L. Kovarski, T.V. Yushkina. «Surfaces spin labeling: a new approach to studying macromolecules interaction with the solid surface and properties of boarder layers in polymer composites». Polymer News. 2002, V. 27, No12, PP. 421—422.
9. A.L. Kovarski, O.N. Sorokina. «Update on Paramagnetic Sensors for Polymers and Composites Research». Smithers Rapra, Shawbury, UK, 2013, 173 P.